# Australophialus melampygos
Australophialus melampygos är en kräftdjursart som först beskrevs av Brandt 1907.  Australophialus melampygos ingår i släktet Australophialus och familjen Cryptophialidae. Inga underarter finns listade i Catalogue of Life.